# Artigues-près-Bordeaux
Artigues-près-Bordeaux är en kommun i departementet Gironde i regionen Nouvelle-Aquitaine i sydvästra Frankrike. Kommunen ligger i kantonen Cenon som tillhör arrondissementet Bordeaux. År 2022 hade Artigues-près-Bordeaux 8 623 invånare.

## Befolkningsutveckling
Antalet invånare i kommunen Artigues-près-Bordeaux
Referens:INSEE